# Domaine du Grand Hazier

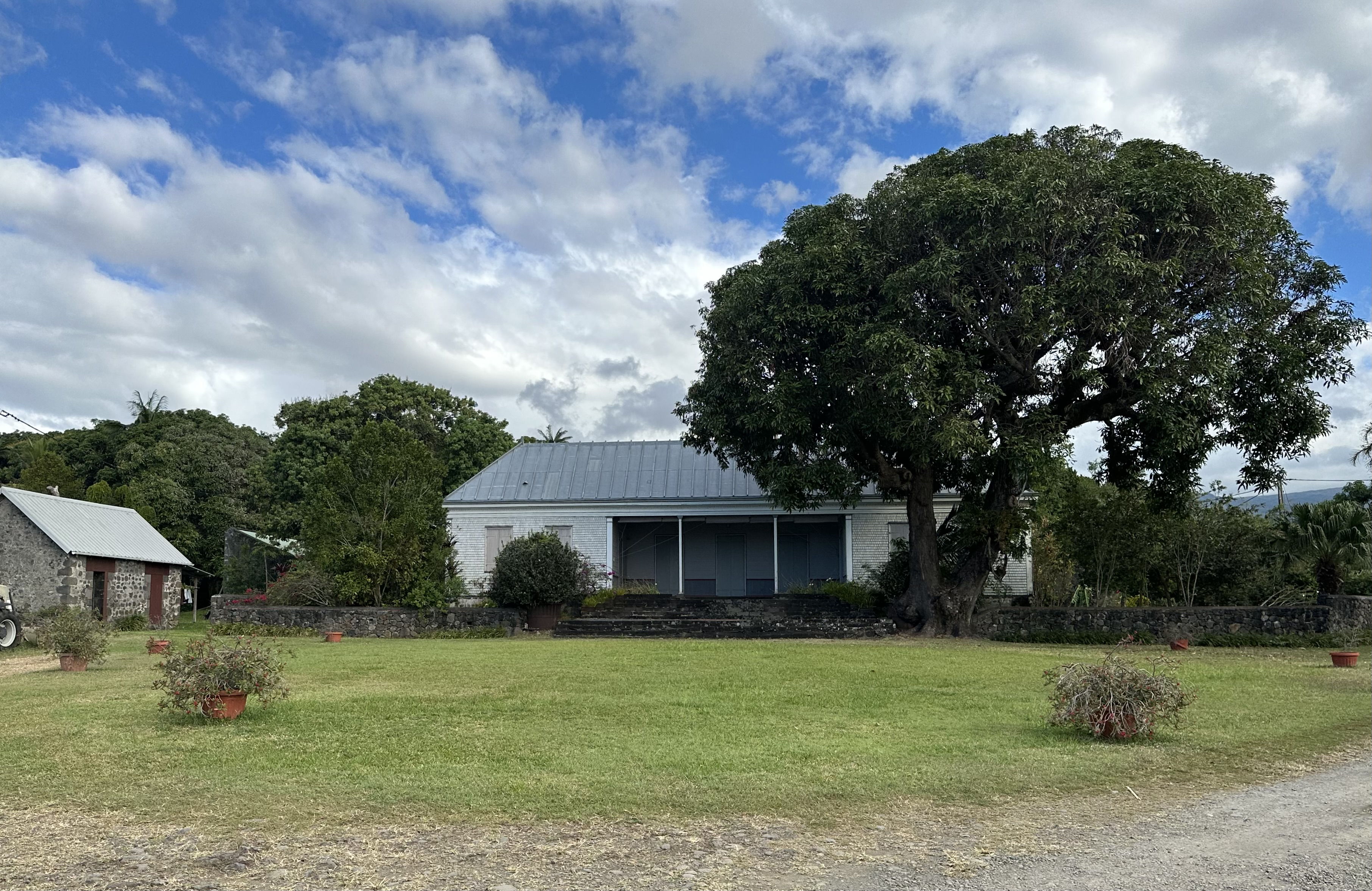
Domaine du Grand Hazier, 2024

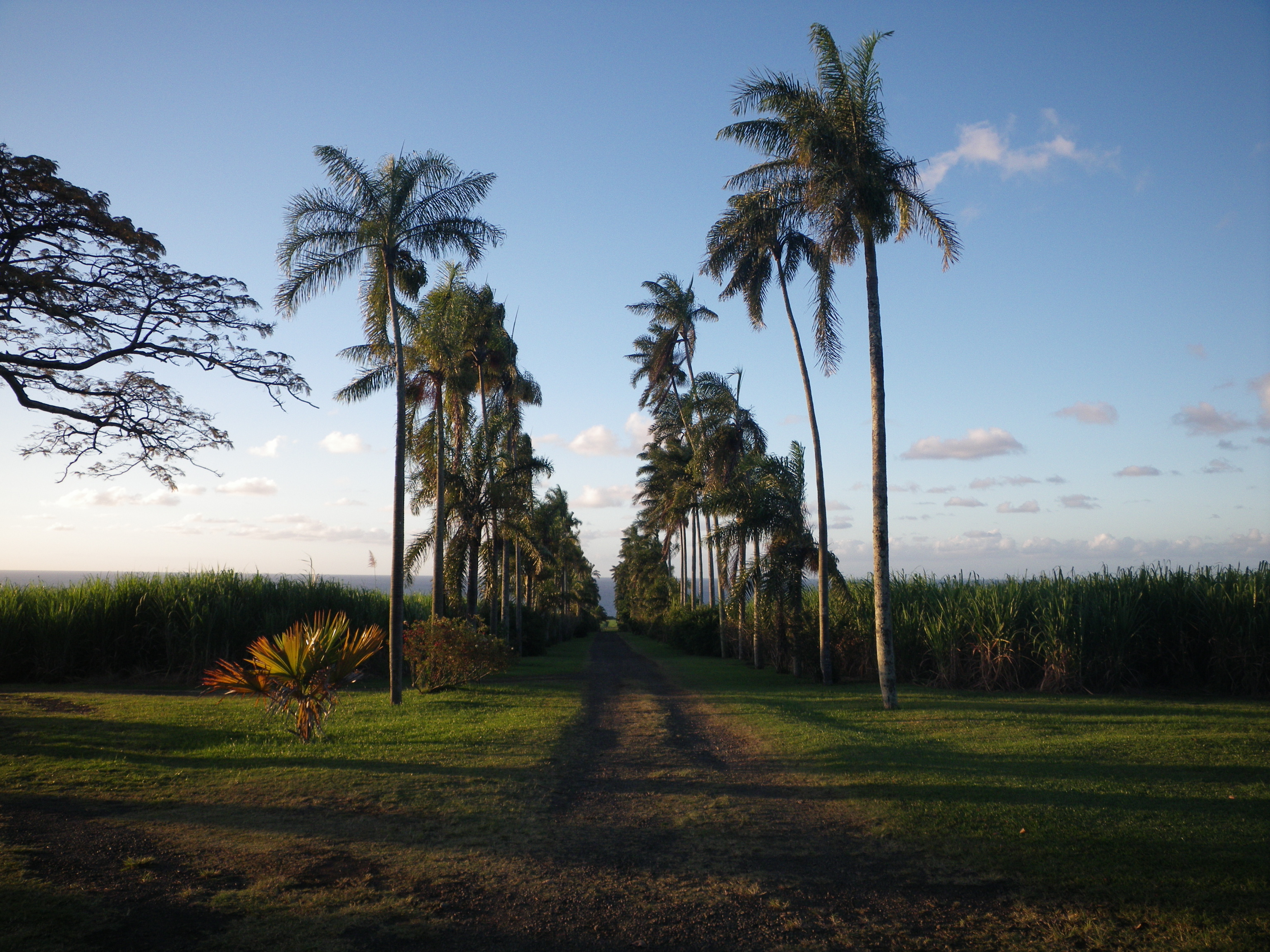
Palmenallee, 2011

Die Domaine du Grand Hazier ist ein denkmalgeschütztes Gut in der Gemeinde Sainte-Suzanne auf der französischen Insel Réunion. Im Anwesen ist die Vanille-Manufaktur La Vanilleraie ansässig.

## Lage
Das Anwesen befindet sich im nördlichen Teil der Insel, südwestlich von Sainte-Suzanne an der Allée Chassagne.

## Geschichte
Zwischen 1674 und 1678 erhielt der aus Lyon stammende Jean Julien die Konzession pro das Anwesen. Es ist damit eines der ältesten auf Réunion. Andere Angaben nennen das Jahr 1690. Er lebte hier mit seiner aus Madagaskar stammenden Ehefrau. Sie bewirtschafteten das Land und hielten Rinder und Geflügel. Auf dem Gut arbeiteten auch Sklaven. Anfang des 18. Jahrhunderts ging zunächst die Hälfte des Anwesens von Julien an Augustin Panon, der mit dem Tod Juliens im Jahr 1714 auch die andere Hälfte erhielt. Er lebte jedoch nicht vor Ort. Ab 1710 wurde 250 Tiere gehalten. Es wurde in größerem Umfang Kaffee angebaut und zur Bewirtschaftung nun auch eine größere Anzahl von Sklaven beschäftigt. Zu Grand Hazier gehörten 147 Hektar Fläche. Ursprünglich von Wald geprägt, änderte sich die Landschaft hin zu einer landwirtschaftlichen Nutzung.
1730 starb Françoise Châtelain, die Ehefrau Panons. Da sie Miteigentümerin war, wurde das Gut nun zwischen ihrem Witwer und den neun Überlebenden Kindern aufgeteilt. Der Kaffeeanbau auf Réunion geriet später in die Krise. 1772, 1773 und 1774 zerstörten Zyklone die Plantage. Neben Kaffee wurden dann unter dem Eigentümer Nicolas Caradec auch Nelken, Mais, Reis, Weizen und Maniok angebaut. 1813 umfasste das Anwesen 52 Hektar und gehörte der Witwe Caradec. Sie verringerte den Anbau von Lebensmitteln und konzentrierte sich stärker auf Zuckerrohr.
Wohl noch vor 1830 entstand eine kleine Zuckerfabrik, deren Betrieb jedoch 1857 eingestellt wurde. 1843 erbte das Gut die Familie Nas de Tourris. Das von Caradec errichtete zweigeschossige Holzhaus war schlicht gehalten, entsprach aber dem Stil kreolischer Häuser von Großgrundbesitzern. Die Familie Nas de Tourris errichtete dann 1860 ein neues Haus. 1859 brach eine Choleraepidemie aus, die auch das Anwesen hart traf. Der damalige Eigentümer Louis de Nas de Tourris war auch Bürgermeister von Sainte-Suzanne. Er wurde für seinen Einsatz in dieser Zeit zum Ritter der Ehrenlegion ernannt. Es folgte jedoch eine Krise mit einem Rückgang der Zuckerrohrproduktion. Auf Wunsch des Gouverneurs Darricau ging Louis de Nas de Tourris nach Neukaledonien, um dort die Möglichkeit des Anbaus von Zuckerrohr zu prüfen. Letztlich wanderte die gesamte Familie nach Neukaledonien aus und verkaufte das Gut an Adolphe Richard und seine Ehefrau Marie Eugénie Deshayes. 1876 erwarben sie das nördlich gelegene Anwesen Belle Eau hinzu.
Im Jahr 1894 erwarb Ernest Vinson das Gut, der hier jedoch nicht lebte. Als Eigentümer folgte die Gesellschaft Lépervanche & Cie, von der es 1903 erwarb Albert Chassagne erwarb, dessen Nachfahren noch heute Eigentümer sind.
Chassagne ersetzte ab 1911 das von der Familie Tourris errichtete Holzhaus durch das größere noch heute bestehende. Er lebte dort mit seiner großen Familie. Neben Zuckerrohr wurde nun auch Ylang-Ylang, Vanille, Maniok, Mais und Erbsen angebaut. Nach dem Tod von Albert Chassagne wurde das Gut von den Erben in eine Gesellschaft umgewandelt.

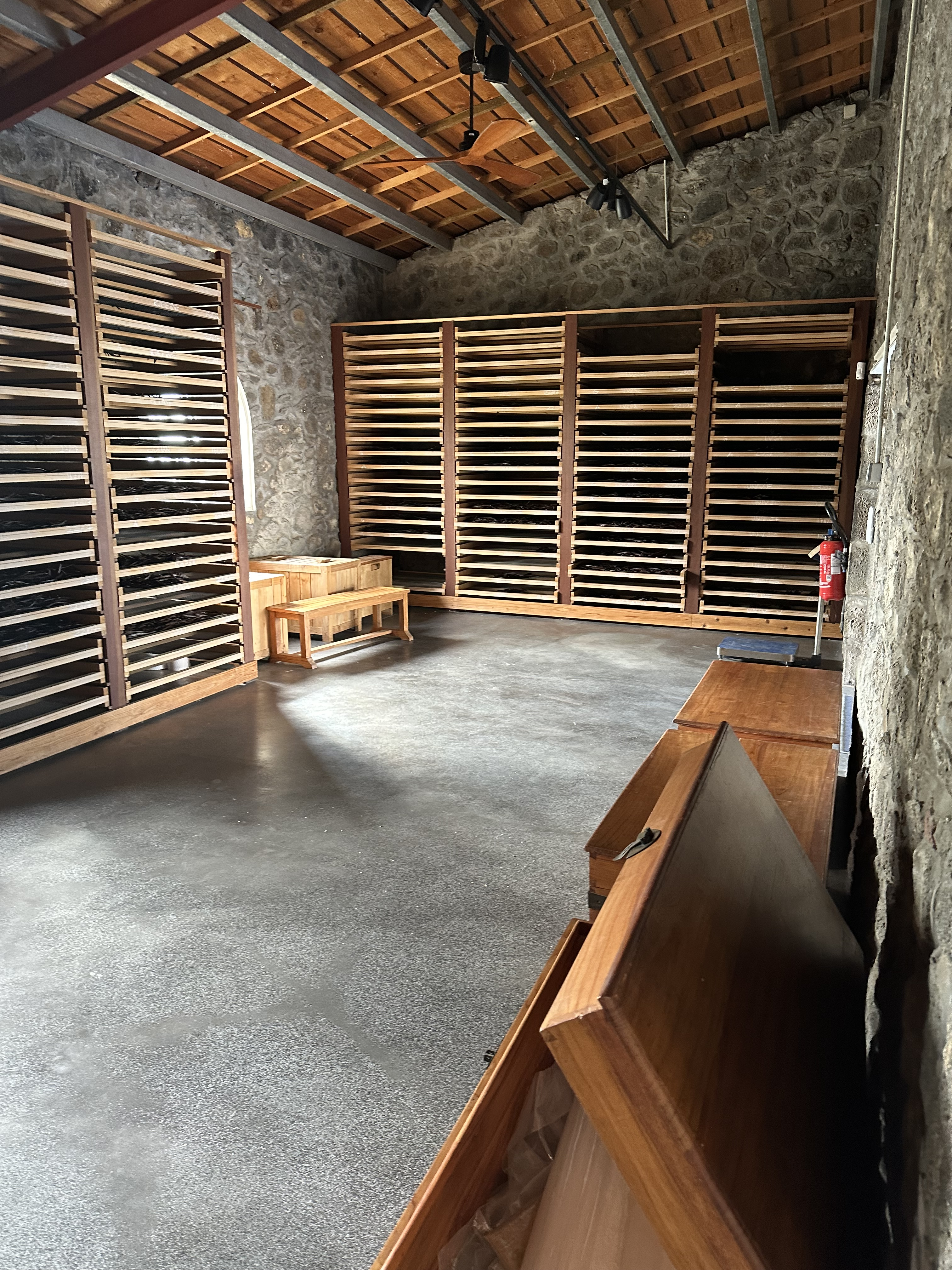
Teil der Vanille-Produktion

Im 21. Jahrhundert wurde das Gut Sitz und Produktionsstätte der Vanille-Manufaktur La Vanilleraie. Es werden laufend Führungen durch die Vanille-Produktion angeboten. Darüber hinaus besteht ein Shop, in den Vanille-Produkte verkauft werden.
Seit dem 16. Dezember 1991 ist das Anwesen als Monument historique ausgewiesen.

## Architektur

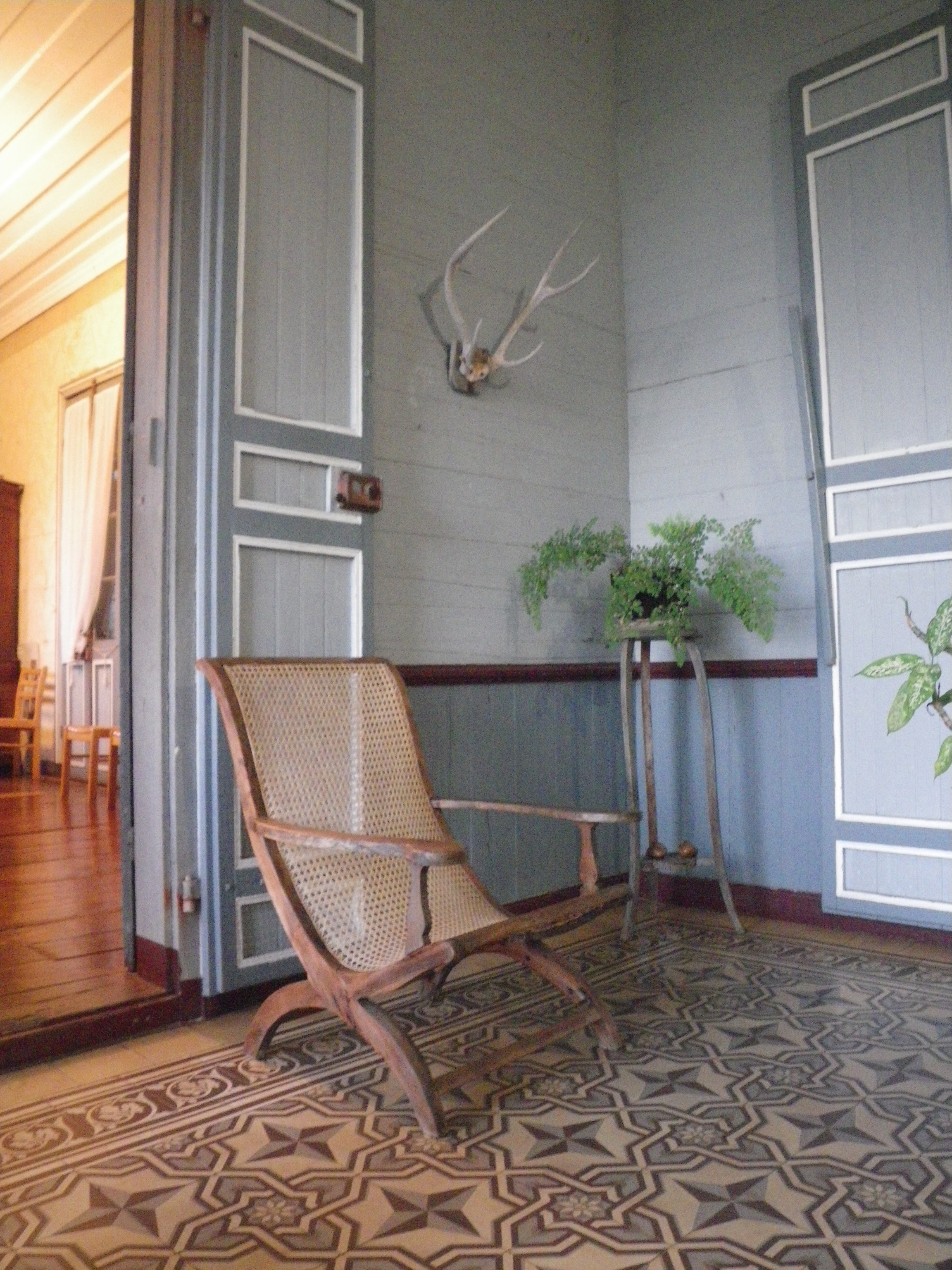
Inneneinrichtung, 2011

Das Haus entstand auf einer 400 m² großen Terrasse, die das Haus vor Feuchtigkeit schützt. Das Gebäude ist 24 Meter lang und 17 Meter breit. Es verfügt über eine von Chassagne selbst entworfene Metallkonstruktion. Sie wurde in Saint-Quentin gefertigt, per Schiff antransportiert und vor Ort montiert. Der Metallrahmen ist durch Holzverkleidungen verdeckt, nach außen besteht eine Verkleidung mit lackierten Schindeln.
Die Fassade ist schlicht gehalten und wird von Pilastern gegliedert, die insbesondere die Veranda einrahmen. Als Abgrenzung zum Dach besteht ein horizontales gezahntes Gesims. Die großen Fensteröffnungen sind mit Fensterläden versehen.
Im Haus wurden zwölf Zimmer im Haus eingerichtet, darunter sechs Schlafzimmer. Im Dachgeschoss entstanden vier Balkone, die zur Wärmeregulierung des Gebäudes beitragen. Die Raumaufteilung ist symmetrisch. Aufdrehen Nordseite besteht eine große Veranda, von der aus vier Räume und der Korridor zum Speisesaal erreichbar sind. Der Boden der Veranda ist mit Fliesen mit geometrischen Dekor belegt.
In der Inneneinrichtung des Hauses sind diverse Möbel und Kunstgegenstände aus dem ersten Viertel des 20. Jahrhunderts erhalten.
Das Dach ist auf der Rückseite über einen Schuppen verlängert.
Zum Anwesen gehören mehrere Nebengebäude. Darunter die ehemalige Waschküche, die zu einer Wohnung umgebaut wurde. Außerdem bestehen Ställe und Schuppen, die sich um einen Hof gruppieren. Auf das Anwesen zu führte eine lange Palmenallee. Darüber hinaus führt eine weitere Straße zum Gehöft, an der sich ebenfalls ein Gebäude erstreckt, in dem ursprünglich die Landarbeiter lebten. Jede Tür des vermutlich in der zweiten Hälfte des 19. Jahrhunderts errichteten Hauses, führt zu einem einzelnen Wohnraum.
Das Anwesen gilt als wichtiges Zeugnis der Plantagenwirtschaft auf Réunion im 19. Jahrhundert.